# Iouri Andropov
Iouri Vladimirovitch Andropov (en russe : Ю́рий Влади́мирович Андро́пов, ISO 9 : Jurij Vladimirovič Andropov), né à Nagoutskaïa le 2 juin 1914 (15 juin dans le calendrier grégorien) et mort à Moscou le 9 février 1984, est un homme d'État soviétique.
Iouri Andropov intégra dès sa jeunesse le Komsomol et commença une carrière politique au début des années 1940 dans la jeune République socialiste soviétique carélo-finnoise. Affecté à l'arrière du front pendant la guerre, il gravit les échelons dans l'organisation du Parti communiste et devint ambassadeur en Hongrie de 1953 à 1957, où il participa à la répression sanglante de l'insurrection de Budapest. Soutenu par Nikita Khrouchtchev, il devint responsable des relations avec les partis communistes et ouvriers des pays socialistes, et évolua dans le même temps au sein du Comité central, dont il devint le secrétaire de 1962 à 1967. Il passa les quinze années suivantes à la tête du KGB, qu'il réforma en profondeur et qu'il contribua à rapprocher du conseil des ministres. À la mort de Léonid Brejnev, il fut nommé secrétaire général du Parti communiste et présida, de fait, aux destinées de l'URSS du 12 novembre 1982 à sa mort des suites de maladie, quinze mois plus tard.
Travailleur et cultivé, Andropov s'engagea contre la corruption qui sévissait en Union soviétique dès son accession à la tête du KGB et n'hésita pas, une fois à la tête de l’État, à limoger de hauts dignitaires du régime trop laxistes. Conscient du retard économique de l'URSS, il se montra favorable à une autogestion des entreprises et s'attaqua au marché noir et à l'absentéisme qui gangrénaient l'économie du pays. En pleine crise des euromissiles, il tenta vainement de limiter la course aux armements avec les États-Unis. Par ailleurs, Andropov pourchassa et interna en hôpitaux psychiatriques des dissidents du régime et eut constamment recours à la censure, ce qui lui valut le surnom d'« autocrate-réformateur ».
La brièveté de son action et le conservatisme de son successeur, Konstantin Tchernenko, empêchèrent toute réforme en profondeur de l'URSS, malgré quelques résultats probants. Même si son bilan est controversé et s’il ne fut pas le seul dirigeant soviétique à vouloir réformer son pays, Andropov a pu être considéré comme l'un des pères fondateurs de la glasnost et de la perestroïka.

## Biographie

### Origines familiales
Iouri Andropov serait né dans la stanitsa Nagoutskaïa (ru), gouvernement de Stavropol, dans le Sud de la Russie. Ses origines restent confuses ou contradictoires,,,,.
Son premier nom documenté était Grigory Vladimirovitch Andropov-Fiodorov ; il l'a changé en Iouri Andropov plusieurs années plus tard. Alors que son acte de naissance original a disparu, il a été établi qu'Andropov était en fait né à Moscou où sa mère travaillait alors.
Son premier beau-père, Vladimir Konstantinovitch Andropov (-1919), est un employé des chemins de fer, d'origine cosaque, qui a étudié à l'Institut des ingénieurs ferroviaires de Moscou de l'empereur Nicolas II et travaillait comme télégraphiste ; il meurt du typhus en 1919.
La mère d'Andropov, Evgenia (Jenia) Karlovna Flekenstein ou Feinstein (-1927), institutrice et professeur de musique, était, selon Andropov lui-même, une fille adoptive de Karl Frantsevitch Flekenstein (-1915) et Evdokia Mikhailovna Flekenstein, une riche famille de marchands juifs,,, natifs de Finlande, propriétaires du magasin "Bijoux" à Moscou (26 rue Bolshaya Lubyanka),,, qui aurait été déposée dans un panier sur le pas de leur porte. Parmi certains de ses collègues du KGB, Andropov avait le surnom de « bijoutier » - une allusion au fait que le grand-père adoptif d'Andropov, Karl Fleckenstein, juif finlandais horloger-bijoutier, possédait une bijouterie.
Supposée fille adoptive d'Evdokia Mikhailovna et Karl Fleckenstein, la mère d'Andropov aurait travaillé dès l'âge de 17 ans comme professeur de musique dans le gymnasium Mizbakh pour filles de Felitsa Frantsevna Mansbach à Moscou, de 1913 à 1917,.
Des recherches ultérieures ont montré que de nombreux détails sur la biographie d'Andropov ont été largement falsifiés au cours de sa vie, particulièrement au moment de son adhésion au parti communiste en 1939, ce qui a contribué à la confusion liée à son histoire familiale,,. Andropov a donné différentes dates de la mort de sa mère,,. L'histoire de son adoption est aussi très probablement une mystification. En 1937, Andropov a fait l'objet d'un « contrôle » lors de sa demande d'adhésion au Parti communiste, où il devait faire « bonne figure » et il s'est avéré que « la sœur de sa grand-mère maternelle » (il l'appelait sa « tante ») qui vivait avec lui et qui soutenait la légende d'une origine paysanne de Riazan, était en fait une infirmière qui travaillait chez Fleckenstein bien avant sa naissance,. Après la mort de Karl Fleckenstein, en 1915 lors du pogrom antijuif des ouvriers des usines Zindel et Schrader (voir pogroms en Russie), sa femme a repris son entreprise ,. Toute la famille aurait pu être transformée en lichentsi (en) et ainsi privée de ses droits fondamentaux si elle n'avait pas abandonné le magasin après un autre pogrom en 1917, inventé une origine prolétarienne et quitté Moscou pour le gouvernement de Stavropol avec la mère d'Andropov,. Andropov a également donné différentes versions du destin de son père : dans un cas, il a divorcé de sa mère peu après sa naissance, et dans un autre, il est mort de maladie.
Son vrai père n'aurait pas été Vladimir Konstantinovitch Andropulo, d'origine grecque plutôt que cosaque, mais celui qui fut son beau-père. Il vivait et travaillait à Nagoutskaïa, et mourut du typhus en 1919,. Iouri a ensuite changé son nom de famille en un nom à consonance plus russe. Le nom de famille « Fiodorov » appartenait à son beau-père (mari de sa mère depuis 1921) Viktor Aleksandrovitch Fiodorov, un assistant machiniste devenu instituteur. Mais selon l'historien Mark D. Steinberg (en), son vrai père était Welv Lieberman, probablement mort en 1916 – une date inscrite dans le curriculum vitae d'Andropov de 1932,. Par la suite, le futur homme politique est appelé par les noms de ses deux beaux-pères, Grigory Vladimirovitch Andropov-Fedorov qui sont finalement transformés en Iouri Vladimirovitch Andropov. Lors du « contrôle » de 1937, il a été rapporté que son vrai père aurait servi comme officier dans l'armée impériale russe. Andropov a été interrogé en profondeur à quatre reprises et toutes les charges ayant pu l'empêcher d'adhérer au parti ne furent pas retenues ,.

### Jeunesse

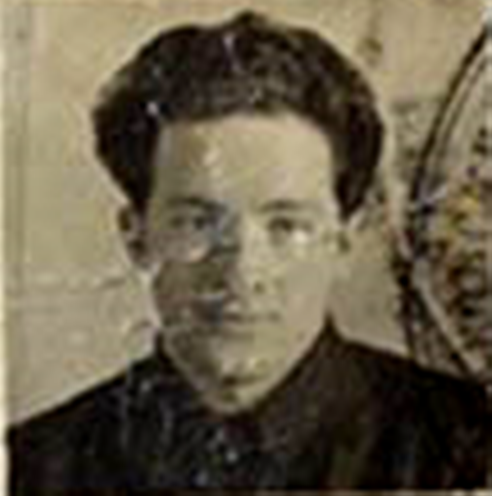
Iouri Vladimirovitch Andropov en 1939.

Après la mort de son deuxième beau-père, Iouri déménage avec sa mère à Mozdok où il grandit jusqu'en 1932.
Dès ses 18 ans, pour intégrer le lycée de Rybinsk, Iouri adapte son curriculum vitae d'un « environnement prolétaire », ne laissant rien paraître de ses « racines bourgeoises ». Là, il reçoit une formation de technicien des transports fluviaux, au début des années 1930 et après l'obtention de son diplôme en 1936, devient peu après permanent des Komsomol, les jeunesses communistes.
En 1940, il est nommé dans divers postes de responsabilité au sein du PC de la république carélo-finnoise, grâce à la protection du dirigeant communiste finlandais Kuusinen et il y passe la guerre en organisant la guérilla derrière les lignes allemandes.

### Formation
Andropov étudie à la Faculté d'histoire et de philologie de l'université d'État de Petrozavodsk de 1946 à 1951. Il suspend son cursus pendant un an et rejoint l’École supérieure du Parti communiste, à Moscou, en 1947.

### Apparatchik modèle

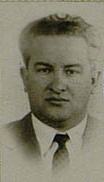
Iouri Andropov en 1955.

Au début des années 1950, il entre au service diplomatique et devient ambassadeur en Hongrie, où il apprend le hongrois, chose suffisamment rare pour être notée, car en règle générale, les dirigeants soviétiques ne parlaient pas de langues étrangères. En novembre 1956, il coordonne avec Nikita Khrouchtchev et Gueorgui Joukov la répression de l'insurrection de Budapest (2 600 morts).
Élu secrétaire du Comité central en 1957, il est chargé des relations avec les autres pays socialistes et apporte son soutien au PC tchécoslovaque qui souhaitait célébrer officiellement le généticien Gregor Mendel, alors que la génétique officielle soviétique, influencée par le charlatan Lyssenko voulait interdire cette célébration.

### Président du KGB

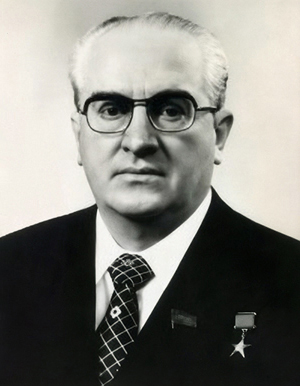
Andropov, alors président du KGB, en 1980.

Il devient l'emblématique président du KGB entre 1967 et 1982. Il est le premier chef des services de sécurité depuis Dzerjinski, mort en 1926, à ne pas être exécuté (Iagoda, Ejov, Béria, Abakoumov) ou finir dans une disgrâce totale (Chélépine).
Il pose le principe de la légalité socialiste qui rompt définitivement avec les méthodes staliniennes d'arbitraire total. Pour son action, il se base principalement sur l'article 70 du code pénal soviétique qui condamne toute dissidence ou simple contestation, comme activité antisoviétique.

#### Répressions
Après la fin du « dégel » khrouchtchévien (1956-64), il relance la répression contre les dissidents et privilégie la déportation (souvent au goulag) aux procès pour les contestataires comme Alexandre Soljenitsyne ou Vladimir Boukovski, l'assignation à résidence (Andreï Sakharov à Gorki) voire souvent l'internement psychiatrique, en augmentation dans le début des années 1970. Les dissidents sont internés de force sous prétexte de « schizophrénie latente. » Le but recherché est double : constituer un minimum d'état de droit à l'intérieur du régime soviétique et améliorer l'image internationale de l'Union soviétique en réduisant au silence toute opposition.
Dans le même temps, il poursuit la lutte du KGB contre le sionisme, les Juifs soviétiques et les refuseniks qu'il empêche d'émigrer, auxquels il réserve souvent un traitement de dissidents, et la communauté juive mondiale,.

#### Attentat contre Jean-Paul II
Surpris par l'élection du cardinal polonais Wojtyła comme pape le 16 octobre 1978, les dirigeants soviétiques croient à un complot américain orchestré par Zbigniew Brzeziński, le conseiller du président Carter : en effet, dès 1973, le cardinal Wojtila était répertorié par le KGB comme "un danger potentiel [sic] principal ". Ce sentiment est renforcé par le soutien apporté par le pape au syndicat polonais Solidarność à partir de l'été 1980 qui porte la subversion au cœur du dispositif géopolitique de l'Union soviétique en Europe.
La logistique dont a bénéficié Mehmet Ali Ağca, auteur d'une tentative d'assassinat contre le pape, quand il a quitté la Bulgarie (faux passeport, argent, arme) où il avait vécu pendant plusieurs mois alors qu'il était évadé d'une prison turque, permet de soupçonner le KGB d'avoir organisé l'attentat du 13 mai 1981 ; les attendus du juge d'instruction italien mettent en cause un réseau de soutien international. Le président d'une commission parlementaire italienne, dite commission Mitrokhine, le sénateur Paolo Guzzanti, en 2006, met en cause formellement Léonid Brejnev lui-même. La responsabilité du KGB et donc celle de son chef à l'époque, Iouri Andropov, n'a pas été formellement établie, même si un faisceau d'indices concordants incite à croire à cette responsabilité.

#### À l'origine de la Perestroïka
Entré au Politburo du Parti communiste de l'Union soviétique en 1973, Andropov use de cette promotion pour s'attaquer à la corruption à tous les niveaux, jusque dans l'entourage de Brejnev.
En 1969, éclate le scandale du caviar, révélant une organisation mafieuse à des échelons très élevés du Parti communiste. À l'évidence, les responsables de l'industrie de la pêche exportent clandestinement du caviar produit par les sous-traitants arméniens des entreprises Petrossian, Beluga  et en encaissent directement les revenus. Pour protéger l'URSS et Léonid Brejnev, Iouri Andropov limoge l'ensemble de la direction du Parti et du gouvernement de la république d’Azerbaïdjan pour corruption ; des mesures similaires sont prises au Turkménistan et au Kazakhstan pendant les années 1970.
Conscient de l'affaiblissement du système socialiste à la fin des années 1970, Andropov diligente une enquête secrète pour évaluer le produit intérieur brut de l'Union soviétique en valeur, selon les critères occidentaux, et non en volume (nombre d'unités produites, sans recherche de valeur ajoutée), selon les principes du Gosplan qui utilisait le produit matériel net.Cette enquête montre un déclin certain de l'économie soviétique, déjà dépassée par celle du Japon et dans quelques années par l'Allemagne de l'Ouest ; elle prouve en outre le retard soviétique dans des domaines d'avenir et met l'accent sur le danger géopolitique que représente la montée en puissance de deux anciens ennemis de l'Union soviétique. En 1978, au cours d'un déplacement à Cuba, Andropov avoue au chef du renseignement extérieur cubain " qu'à moins de réformes profondes, l'Union Soviétique aurait disparu d'ici 10 ans" .
Ses conclusions lui permettront de bénéficier du soutien du complexe militaro-industriel et de l'armée pour accéder au pouvoir. Elles seront aussi à l'origine de la Perestroïka lancée par Mikhaïl Gorbatchev. C'est pourquoi certains Russes et certains soviétologues à l'Ouest pensent qu'il a mieux réussi que Gorbatchev à réformer le système et qu'il est à l'origine de la désintégration de l'URSS sous Gorbatchev.

En août 1983, Andropov lance une « bombe » politique : mettre fin à la stabilité des cadres du parti, caractérisée jusqu'ici par les réélections-nominations d'office de ses dirigeants. L'organisation d'authentiques élections à tous les échelons devrait désormais déboucher sur l'éviction des cadres jugés indésirables par la base. Andropov déclare à cet effet :  
"Les assemblées électorales du Parti obéissent à un scénario établi d’avance, sans débat sérieux et franc. Les professions de foi des candidats sont déjà prêtes pour la publication ; toute initiative ou critique est étouffée. Désormais, rien de tout cela ne saurait être toléré." 
Son alter ego en RDA, Markus Wolf, chef des services secrets et favorable aux idées d'Andropov, fut écarté par Erich Honecker, chef du parti communiste de RDA.

### À la tête de l'URSS
De nouveau élu secrétaire du Comité central après la mort de son mentor Mikhaïl Souslov en janvier 1982, il remplace Léonid Brejnev à la mort de ce dernier comme secrétaire général en novembre 1982 et comme président du Præsidium du Soviet suprême (chef d'État), en juin 1983.
Son passage au pouvoir est marqué, sur le plan intérieur par un renforcement du travail et par la lutte contre la corruption, déjà commencée comme président du KGB. Lucide sur la situation de l'URSS, sa première orientation a été de restaurer la discipline dans le Parti et de le purger de ses éléments mafieux.

#### Politique antisémite
Son arrivée au pouvoir entraîne également une augmentation des pressions anti-juives par rapport au temps de sa direction du KGB, constituant une aggravation considérable du sort des Juifs soviétiques, y compris davantage de restrictions à l'émigration : « Depuis que Youri Andropov a été nommé secrétaire général du Parti communiste..., les restrictions se sont resserrées », déclare la présidente de l'Union des conseils pour les Juifs soviétiques ; Elliott Abrams, secrétaire d'État adjoint aux droits de l'homme, affirme que l'Union soviétique a, depuis de nombreuses années, « orchestré une campagne de propagande antisémite vicieuse sous le couvert d'"antisionisme" ».

#### Crise des euromissiles
Sur le plan international, son exercice du pouvoir est marqué par une grave détérioration des relations avec les États-Unis et les pays de l'OTAN en pleine crise des Euromissiles, malgré ses propositions. Le 21 décembre 1982, il propose de réduire le nombre de SS-20 en Europe à 162 (chiffre correspondant aux forces de frappe française et britannique, qu'il considérait comme devant être prises en compte dans l'évaluation du rapport de force), de transporter les autres en Asie ; la proposition fut rejetée par le gouvernement Ronald Reagan qui y perçut un simple acte de propagande qui masquait le transfert de la menace sur les alliés asiatiques des États-Unis surtout le Japon.

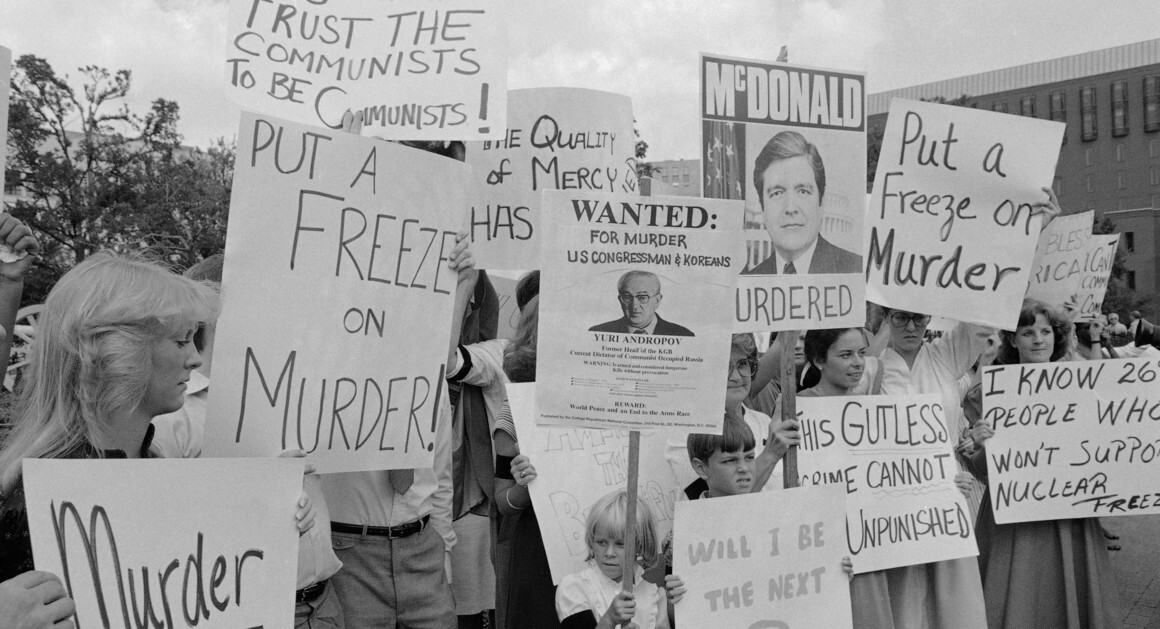
Manifestants près de la Maison Blanche protestant en septembre 1983 contre la destruction par l'URSS du Boeing sud-coréen. Parmi les victimes de l'attaque figurait Larry McDonald.

Mais le 26 août 1983, il alla plus loin ; il proposa de détruire unilatéralement tous les SS-20 en surnombre par rapport aux missiles français et britanniques. La proposition, accueillie avec un certain enthousiasme par la presse américaine, fut écartée le 1er septembre 1983 à la suite de la destruction du Boeing sud-coréen dans la mer d'Okhotsk qui avait fait intrusion au-dessus des bases militaires de l'Extrême-Orient soviétique (Kamtchatka et Sakhaline) deux mois et demi avant l'installation des premiers missiles de croisière en Grande-Bretagne, en Allemagne et en Italie ; la direction soviétique pour se justifier affirmera qu'il avait été pris pour un avion militaire et qu'il accomplissait une mission d'espionnage pour le compte de la CIA ou du Pentagone. Mais la tragédie dans laquelle périrent 269 personnes n'en coûta pas moins très cher à l'Union soviétique sur le plan diplomatique et affaiblit beaucoup, jusqu'en novembre 1983, le mouvement pacifiste (européen comme américain) hostile à l'implantation des Pershing MGM-31 en Europe occidentale.

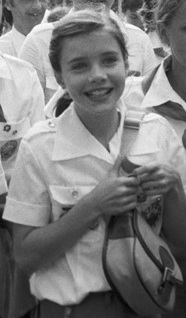
Invitée par Andropov, la jeune pacifiste américaine Samantha Smith visite l'URSS, en 1983.

En arrivant au pouvoir, Iouri Andropov fait courir le bruit de son opposition à la guerre en Afghanistan ; à cette occasion, il aurait négocié une trêve directement avec le commandant Ahmed Chah Massoud. Il envoie également début 1983 une lettre de soutien au Tchécoslovaque Alexander Dubček, esquissant ainsi une condamnation de l'intervention soviétique en Tchécoslovaquie.
En Pologne, la situation se détend. Lech Wałęsa est libéré en novembre 1982, juste après l'accès au pouvoir d'Andropov. L'état de siège, proclamé le 13 décembre 1981, est suspendu en décembre 1982 et abrogé en juillet 1983. Andropov organise en outre au cours de son mandat, en août 1983, juste avant la tragédie du KAL 007, la visite très médiatisée de la jeune écolière américaine Samantha Smith qui lui avait écrit.

### Mort et funérailles
Souffrant d'une insuffisance rénale de longue date, Andropov passe la majorité des huit derniers mois de sa vie à l'hôpital, refusant de consulter des médecins occidentaux. Ses visites régulières à l'hôpital restent d'abord secrètes, mais des rumeurs se propagent sur la dégradation de son état de santé. Lors de ses vacances annuelles en Crimée en août 1983, il contracte une pneumonie qui l'oblige à revenir en urgence à Moscou et lui rend plus pénible encore la station verticale. Le 28 septembre 1983, il prononce son dernier discours public, entièrement consacré à la destruction du Boeing Korean Air Lines 007 le 1ᵉʳ septembre 1983. Le 7 novembre 1983, il est incapable de se rendre à la cérémonie annuelle de l'Anniversaire de la Révolution du 25 octobre 1917 (calendrier julien). Il tombe dans le coma en décembre 1983 et ne lit donc pas son rapport sur la politique de l'année à venir lors de la réunion de fin d'année du Comité central. Sa santé empire de jour en jour, le foie et les poumons sont affectés et il est nourri par intraveineuse.
Iouri Andropov meurt dans l'après-midi du jeudi 9 février 1984, à l'âge de 69 ans. Sa mort est aussitôt annoncée aux membres du Politburo, qui décident de la garder secrète jusqu'au lendemain.
Les funérailles nationales d'Andropov sont célébrées le lendemain sur la place Rouge, devant une foule importante et près de 150 délégations étrangères (dont Fidel Castro et George Bush). Dans le froid, le nouveau dirigeant de l'URSS, Konstantin Tchernenko, lit avec grande difficulté son éloge funèbre. Les membres du Politburo accompagnent ensuite le corps du défunt au pied du mur du Kremlin, où il est inhumé.

### Succession

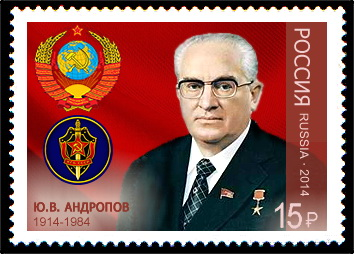
Timbre à son effigie pour le 100e anniversaire de sa naissance, avec les armoiries de l'URSS et du KGB, en 2014.

La succession d'Andropov à la tête de l'URSS avait débuté avant même sa mort, celui-ci ayant une préférence pour le jeune Mikhail Gorbatchev. Les membres du Politburo se réunissent le 10 février pour désigner le nouveau secrétaire général mais désignent par prudence, Konstantin Tchernenko, 72 ans et déjà malade. Sa nomination est soumise au vote le 13 février, et adoptée à l'unanimité.

### Vie privée
Youri Vladimirovitch Andropov s’est marié deux fois. La première fois en 1935 avec Nina Ivanovna Engalycheva qu'il quitte en 1941 ainsi que leurs deux enfants Evgenia (dite Zhenya, née en 1934) et Vladimir (dit Volodya/Vovchik, 1939-1975), à cause de la rencontre qu'il fait à la veille de la guerre avec celle qui sera sa seconde épouse,,. Leur fils Igor est né un mois après l’invasion des troupes allemandes en URSS, puis sa fille, Irina (1947-). Sa seconde épouse est Tatiana Filipovna Lebedeva.

## Distinctions
- Ordre du Drapeau rouge